# George C. Parker
George C. Parker (16 maart 1860 - 1936) was een Amerikaanse oplichter die vooral bekend stond om zijn verrassend succesvolle pogingen om de Brooklyn Bridge te 'verkopen'. Hij verdiende zijn brood met de illegale verkoop van eigendommen die hij niet bezat. Vaak ging het om de openbare monumenten van New York die hij verkocht aan onoplettende immigranten. De Brooklyn Bridge was het onderwerp van verschillende van zijn transacties, waarbij hij telkens het gebruiksrecht ervan verkocht. De politie verwijderde verschillende van zijn slachtoffers van de brug terwijl ze tolhuisjes probeerden te plaatsen.